# 小島茂之 (競馬)
小島 茂之（こじま しげゆき 1968年（昭和43年）2月15日 - ）は、日本中央競馬会 (JRA) ・美浦トレーニングセンター所属の調教師。

## 経歴
- 1993年（平成5年）1月：競馬学校の厩務員課程を修了[1]。同年7月に嶋田功厩舎の厩務員として配属される[1]。
- 1994年（平成6年）：調教助手に転身[1]。浅野洋一郎厩舎所属となる[1]。その後、岩城博俊厩舎へ移籍[1]。
- 2002年（平成14年）：調教師試験に合格[1]。調教師へ転身。
- 2003年（平成15年）：厩舎開業[1]。
- 2008年（平成20年）：管理馬であるブラックエンブレムが第13回秋華賞を制覇した[2]。
- 2009年（平成21年）：管理馬であるクィーンスプマンテが第34回エリザベス女王杯を制覇した[3]。

## 人物
ブラックエンブレムやクィーンスプマンテは直前に栗東トレーニングセンターで調教した「栗東留学」でGIを制しており、栗東の施設を積極的に活用している調教師のひとりである。
なお、GIを制した2勝はいずれも11番人気で、ともに三連単が100万円を超える波乱を演出している。第13回秋華賞ではブラックエンブレムとともに出走したプロヴィナージュ（16番人気）が3着に入り、GI史上最高配当となる3連単10,982,020円の大波乱（1,000万円馬券）を演出した。

趣味はスキンダイビング。

## 調教師成績
|            | 日付           | 競馬場・開催  | 競走名    | 馬名               | 頭数 | 人気 | 着順 |
| ---------- | -------------- | ------------- | --------- | ------------------ | ---- | ---- | ---- |
| 初出走     | 2003年3月1日   | 3回中山1日3R  | 3歳未勝利 | アイアイラッキー   | 15頭 | 3    | 4着  |
| 初勝利     | 2003年5月18日  | 1回東京8日2R  | 3歳未勝利 | アイアイラッキー   | 11頭 | 6    | 1着  |
| 重賞初出走 | 2003年3月15日  | 1回阪神5日10R | 阪神SJ    | ヒカルボシ         | 14頭 | 6    | 4着  |
| 重賞初勝利 | 2008年3月22日  | 2回中山7日11R | フラワーC | ブラックエンブレム | 16頭 | 1    | 1着  |
| GI初出走   | 2005年4月17日  | 3回中山8日11R | 皐月賞    | ストラスアイラ     | 18頭 | 18   | 14着 |
| GI初勝利   | 2008年10月19日 | 4回京都4日11R | 秋華賞    | ブラックエンブレム | 18頭 | 11   | 1着  |

### 主な管理馬
※括弧内は当該馬の優勝重賞競走、太字はGI級競走。
- ブラックエンブレム（2008年フラワーカップ、秋華賞）[9]
- クィーンスプマンテ(2009年エリザベス女王杯）[10]
- ブライトエンブレム（2014年札幌2歳ステークス）[11]
- ロードクエスト（2015年新潟2歳ステークス、2016年京成杯オータムハンデキャップ、2018年スワンステークス）[12]
- ウィクトーリア （2019年フローラステークス）
- オニャンコポン （2022年京成杯）
- キタウイング（2022年新潟2歳ステークス、2023年フェアリーステークス）[13]